# Centre international de Valbonne
Pour les articles homonymes, voir CIV.
 (mai 2025).
Le Centre international de Valbonne (CIV), est un collège et lycée avec des classes préparatoires aux grandes écoles, situé sur la commune de Valbonne, dans la technopole de Sophia Antipolis, en France. Il s'agit de trois structures administratives : deux établissements publics locaux d'enseignement – un collège et un lycée – et un établissement public à caractère administratif placé sous la tutelle de l’État, exercée par le recteur de l'académie de Nice (comprenant le centre de stages et le centre d'hébergement).

## Historique
Le CIV a été créé en 1978 par la Mission laïque française avec pour but essentiel l'hébergement des enfants d'expatriés,.
La partie du CIV gérant le centre de stages et le centre d'hébergement est transformé le 7 mars 1986 en établissement public national à caractère administratif appelé centre international de Valbonne et placé sous la tutelle de l'État.

## Les sections internationales
La principale particularité du CIV est qu'il propose des formations internationales. Ainsi, certaines matières sont enseignées en langue étrangère. Chaque langue possède sa propre section internationale avec pour chaque section une association loi de 1901 (voir ci-dessous en liens externes).
Il existe six sections :
- américaine ;
- espagnole ;
- allemande ;
- italienne ;
- russe, depuis 2010[5] ;
- chinoise, depuis 2013[6].

Le diplômes internationaux pouvant être obtenus sont les suivants :
- américaine : BFI
- espagnole : BFI (le Bachibac n'est pas obtenu au CIV) ;
- allemande : BFI (l'Abibac n'est pas obtenu au CIV) et le DSD I ou II pour les élèves qui ne passent pas l'OIB[8] ;
- italienne : BFI et Esabac[9] ;
- russe : BFI
- chinois : BFI

## Description du campus
Le CIV possède un grand complexe d'internat divisé en bâtiments où sont hébergés des élèves du secondaire (lycéens), des étudiants de CPGE et des étudiants des écoles supérieures environnantes.
Les autres bâtiments sont l'Agora, la cafétéria, le CDI, la vie scolaire, le foyer, l'infirmerie, une salle de cinéma, une piscine et même une radio Clin d'œil FM.
Un télescope de 400 mm de diamètre, ainsi qu'un radiotélescope, sont également installés sur le site du CIV en partenariat avec l'Observatoire de la Côte d'Azur.
L'été, le campus accueille des groupes (colonies de vacances, groupes de voyages, groupes de travail...)

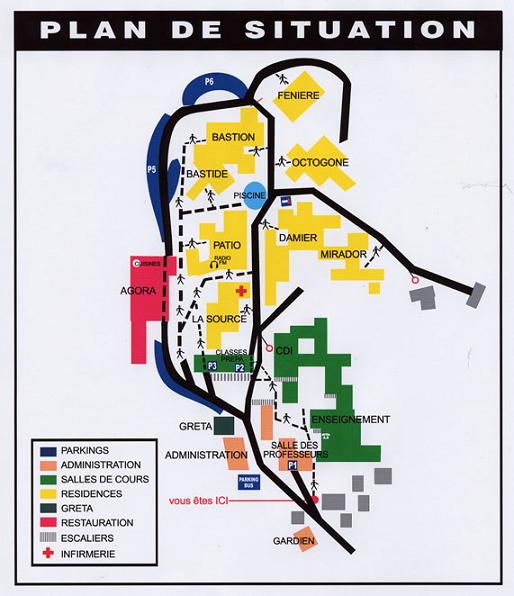
Plan général du CIV.
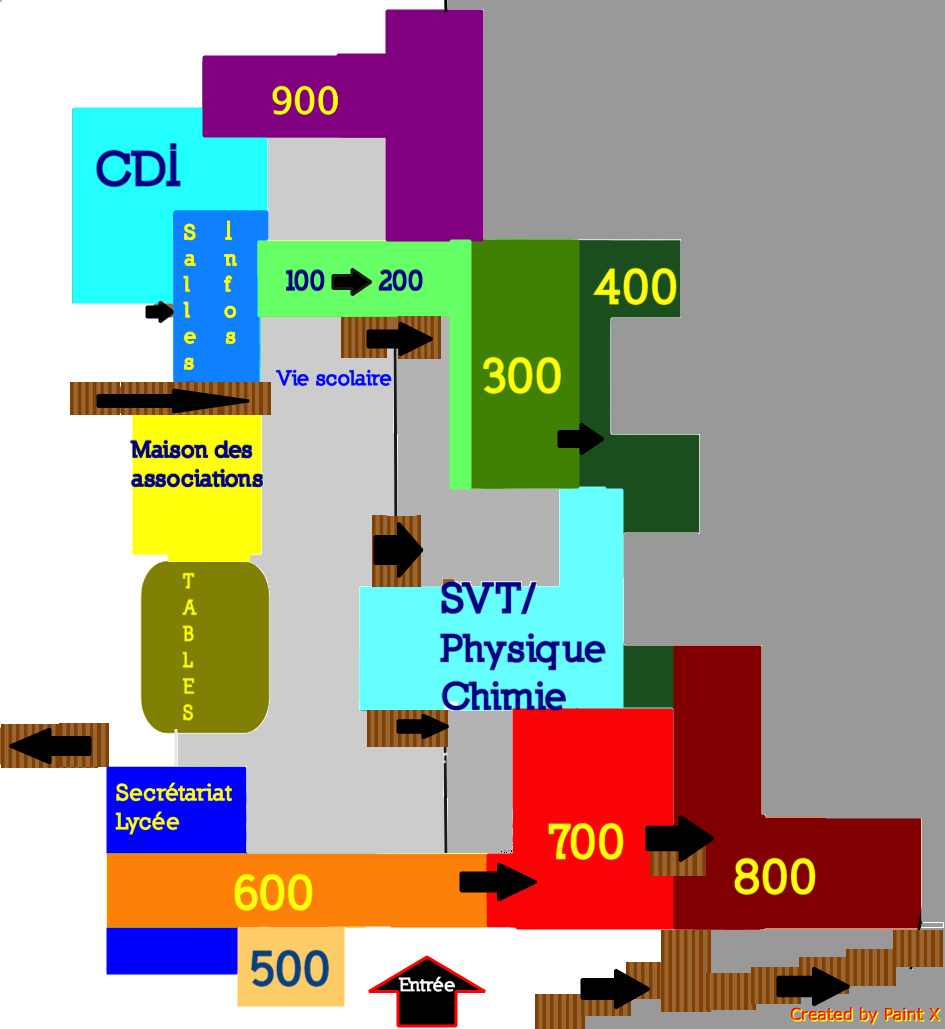
Plan des salles de cours.

## Collège international
Le collège international compte un peu moins de sept cent élèves. Des tests sont organisés pour les élèves qui souhaitent rentrer dans une section internationale. En fonction des résultats, ils peuvent être admis au CIV ou dans les sections internationales du collège de l'Éganaude de Biot, du collège Niki de Saint Phalle de Valbonne ou du collège César de Roquefort-les-Pins.
En septembre 2021, Le Figaro classe le collège du CIV à la 6e place des meilleurs collèges de France (1er établissement public du classement).
Le code RNE de l'établissement est : 0062011D.

## Lycée international

### Présentation
Le lycée international compte environ mille deux cent élèves sur les niveaux du secondaire (2e, 1re et Terminale). Le lycée accueille également une section de rugby à sept (Sevens academy) et un internat d'excellence.
Le code RNE de l'établissement est : 0061642C.

### Classement du lycée
En 2024, le lycée se classe 1er sur 34 au niveau départemental, 4e sur 169 au niveau régional et 9e au niveau national. Le classement s'établit sur trois critères : le taux de réussite au bac, la proportion d'élèves de première qui obtient le baccalauréat en ayant fait les deux dernières années de leur scolarité dans l'établissement, et la valeur ajoutée (calculée à partir de l'origine sociale des élèves, de leur âge et de leurs résultats au diplôme national du brevet).

## Classes préparatoires aux grandes écoles

### Présentation
Les classes préparatoires aux grandes écoles (CPGE) sont des formations du premier cycle de l'enseignement supérieur implantées dans les lycées.
Le CIV abrite plusieurs CPGE économiques et commerciales (EC) et scientifiques, à savoir :
- Classes préparatoires économiques et commerciales : ECG, option mathématiques appliquées et économie :
  - 1re année : 1 classe ;
  - 2e année : 1 classe ;
- Classes préparatoires scientifiques :
  - 1re année : 1 classe MPSI, 1 classe MP2I et 2 classes PCSI ;
  - 2e année : 1 classe MPI/MPI*, 1 classe MP, 1 classe PC et 1 classe PSI*.

### Classement des CPGE
Le classement national des CPGE se fait en fonction du taux d'admission des élèves dans les grandes écoles.
- Voici les résultats de la filière économique (ECE) sur 5 ans et le dernier classement du CIV en 2016 selon "l'Étudiant"

| Rang CIV pour le TOP 3*                   | 2015             | 2014             | 2013             | 2012             | 2011             | Moyenne sur 5 ans |
| ----------------------------------------- | ---------------- | ---------------- | ---------------- | ---------------- | ---------------- | ----------------- |
| 21e France, 1er PACA, 1er Alpes-Maritimes | 4 / 41 étudiants | 1 / 33 étudiants | 2 / 35 étudiants | 2 / 28 étudiants | 3 / 34 étudiants |                   |
| Moyenne CIV                               | 9,8 %            | 3 %              | 5,7 %            | 7,1 %            | 8,8 %            | 7 %               |
| Moyenne nationale                         | 3 %              | 3,1 %            | 2,7 %            | 2,8 %            | 4 %              | 3,1 %             |

| Rang CIV pour le TOP 5*                   | 2015             | 2014             | 2013              | 2012             | 2011             | Moyenne sur 5 ans |
| ----------------------------------------- | ---------------- | ---------------- | ----------------- | ---------------- | ---------------- | ----------------- |
| 27e France, 1er PACA, 1er Alpes-Maritimes | 9 / 41 étudiants | 3 / 33 étudiants | 10 / 35 étudiants | 5 / 28 étudiants | 5 / 34 étudiants |                   |
| Moyenne CIV                               | 22 %             | 9,1 %            | 28,6 %            | 17,9 %           | 14,7 %           | 18,7 %            |
| Moyenne nationale                         | 21,3 %           | 22 %             | 20,8 %            | 21,9 %           | 21,3 %           | 21 %              |

| Rang CIV pour le TOP 10*                 | 2015              | 2014              | 2013              | 2012              | 2011             | Moyenne sur 5 ans |
| ---------------------------------------- | ----------------- | ----------------- | ----------------- | ----------------- | ---------------- | ----------------- |
| 26e France, 2e PACA, 1er Alpes-Maritimes | 28 / 41 étudiants | 18 / 33 étudiants | 29 / 35 étudiants | 11 / 28 étudiants | 8 / 34 étudiants |                   |
| Moyenne CIV                              | 68,3 %            | 54,5 %            | 82,9 %            | 39,3 %            | 23,5 %           | 55 %              |
| Moyenne nationale                        | 51,8 %            | 48,9 %            | 45,6 %            | 44,8 %            | 26,6 %           | 43,70 %           |

- Le TOP 3 comprend HEC (Paris), l'ESSEC (Cergy-Pontoise et La Défense), l'ESCP (Paris)
- Le TOP 5 comprend le Top 3 + l’EM Lyon, l'EDHEC (Lille, Paris et Nice)
- Le TOP 10 comprend le Top 5 + Audencia (Nantes), Grenoble École de management, Neoma (Reims et Rouen), Toulouse Business School, Kedge (Bordeaux et Marseille).

Plus d'informations, des conseils et témoignages pour la classe préparatoire sont disponibles sur le site des CPGE du CIV
- Voici les résultats des filières scientifiques (PSI*, MP et PC) pour 2015 :

le taux d'intégration des étudiants 3/2(*) est de 79% et 100% pour les 5/2(**) 
(*) 2e année en spé)  (**) redoublant 2e année)
Plus de détails ici

## Gouvernance et représentation

### Gouvernance
Le CIV est dirigé par une proviseure, Karine Vittaz, assistée d'un secrétaire général, Philippe Lardenois, d'une principale adjointe pour le collège, Axelle Dupuits, et d'une proviseure adjointe pour le lycée, Émilie Caboche.
Il est administré par trois conseils d'administration, l'un pour le collège, un deuxième pour le lycée et le dernier pour l'établissement public administratif.
Anciens proviseurs et proviseur actuel :
- (avant 2001) - 2007 : Gérard Robert
- 2007 - 2015 : Alain Brulant[3]
- 2015 - 2023 : Éric Petit.
- Depuis 2023 : Karine Vittaz

### Parents d'élèves
Deux associations de parents d'élèves sont présentes : l'Association des parents indépendants et de sections internationales (API) et la Fédération des conseils de parents d'élèves (FCPE) 

### Personnels enseignants
Trois organisations syndicales sont présentes au CIV : le SNALC-CSEN, le SNES/SNEP-FSU et le SGEN-CFDT.
Le SNALC dispose de trois représentants au CA du lycée, le SNES/SNEP également de 3 représentants et le SGEN de 1 représentant.

## Vie associative, culturelle et sportive au CIV
Le CIV favorise très largement la vie lycéenne. Plusieurs associations ou initiatives ont ainsi été lancées.

### Conseil de la vie lycéenne
Le Conseil des délégués pour la vie lycéenne (CVL) existe comme dans tous les lycées publics français. Il est constitué à parité d'élus élèves et de représentants de l'administration, du personnel et des parents. Seuls les élèves prennent part aux votes.
« À quoi il sert ? Le CVL, de par sa place dans les institutions officielles, possèdent certains pouvoirs avantageux : réformer quelques règles au CIV. ».

### Maison des lycéens
La Maison des lycéens (MDL) est une association indépendante qui possède ses propres moyens financiers et qui est gérée par tout lycéen de plus de 16 ans.
La MDL organise la plupart des évènements importants de l'année scolaire : carnaval, bal de promo des terminales, concert, vente de roses, de bracelets... Ses bénéfices vont, chaque année depuis 2012, à un projet humanitaire.
Les projets humanitaires aidés étaient en 2013/2014 une école dans la favela Rocinha, et en 2014/2015 l'ONG Rain Drop, créé par un ancien du CIV.
La MDL a réalisé un clip vidéo sur la chanson de Pharrell Williams, Happy qui présente les différents sites du campus.

Journal lycéen L'Aiglon.

Radio Clin d'œil FM.

Sevens Academy.

### L'Aiglon
L'Aiglon est un journal lycéen créé début 2014 créé à l'initiative de la MDL. Sa parution est trimestrielle. Dans son n° 1, le journal indique : « L'Aiglon est le journal des lycéens, par les lycéens, pour les lycéens ! ».
Les sujets abordés dans l'Aiglon sont très variés, cela peut être des sujets internationaux, « L'impasse syrienne » (n° 1), « Écosse : et maintenant ? » (n° 3), « Ebola, simple virus ou controverse éthique » (n° 3), des sujets divers « La Capoeira » (n° 2), des sujets liés à l'éducation, « Orientation, mode d'emploi : comment choisir sa filière ? » (n° 3) ou des sujets liés au CIV, « La Semaine des humanités : le CIV porteur de la francophonie » (n° 1), « Lycéen et champion d'escrime » (n° 1), « I choked the Fake : du Métal au CIV » (n° 1),« Concert au CIV : soul band avec Frank McComb » (n° 2), « Voyages et échanges au CIV » (n° 3).

### Association Alma
L'association Alma est située dans le CIV. L’association est constituée d’élèves, d’enseignants, et de personnes « extérieures » au CIV (280 membres en septembre 2012).
Ces actions sont :
- Le cinéma : 2 séances toutes les semaines ;
- Opéras et ballets en direct du Royal Opera de Londres : 10 séances par année scolaire
- La radio clin d'œil FM (voir ci-dessous) ;
- Le club radio : formation permanente aux techniques de l'animation, du journalisme, du son, du montage numérique ainsi qu'à la culture musicale en général ;
- La radio scolaire ;
- Le club chinois : offre des cours de langue et de culture chinoise ;
- Activités cinéphilie[26].

### Clin d'œil FM
Clin d'œil FM, qui émet sur 106,1 MHz, a pour mission première de diffuser toute information susceptible d'intéresser les jeunes et notamment les élèves du CIV, les actifs, les demandeurs d'emploi, les habitants et les différents acteurs institutionnels, économiques ou associatifs de la commune de Valbonne et de la technopole de Sophia Antipolis.

### Jazz Band
Un jazz band existe au CIV. C'est un orchestre qui sert de support à l'option musique et qui participe à l'animation musicale du CIV. Des rencontres ont été organisées avec des personnalités internationales : Andy Narell, Bobby Johnson, Richard Galliano, Tony Green.

### Le sport au CIV
Au-delà du sport scolaire, l'Association sportive (AS) dispose d'équipements et de sites d'entraînement pour la pratique de différents sports, dont certains en compétition dans le cadre de l'Union nationale du sport scolaire (UNSS). 217 élèves du collège (2013/2014) sont licenciés à l'AS et 299 élèves du lycée. Durant l'année scolaire 2013/2014, certaines disciplines sportives ont obtenu de bons résultats lors des compétitions UNSS : escrime (championne de France au sabre), badminton (championne d'académie), natation, équitation (2e du championnat académique), gymnastique (1er au championnat académique), course d'orientation (collège, 2e au championnat académique - lycée, 4e au championnat académique), cross.
La Sevens Academy permet la pratique du rugby à sept dans le cadre du lycée. 44 élèves (2014) sont inscrites à la Sevens Academy, 12 en seconde, 15 en première et 17 en terminale. Équipe féminine cadette : 1re au championnat départemental. 11e au championnat de France UNSS excellence.

## Anciens élèves et professeurs

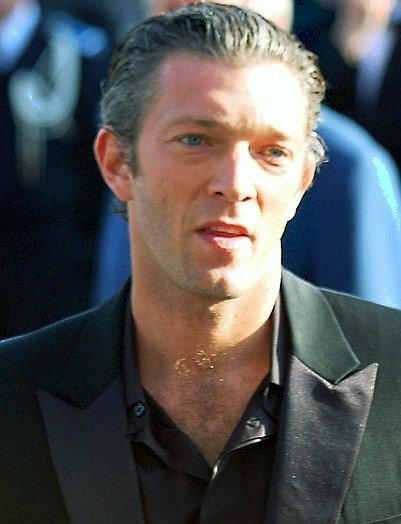
Vincent Cassel.
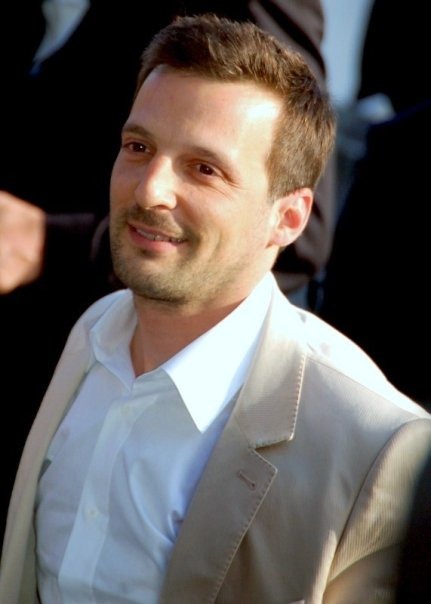
Mathieu Kassovitz.
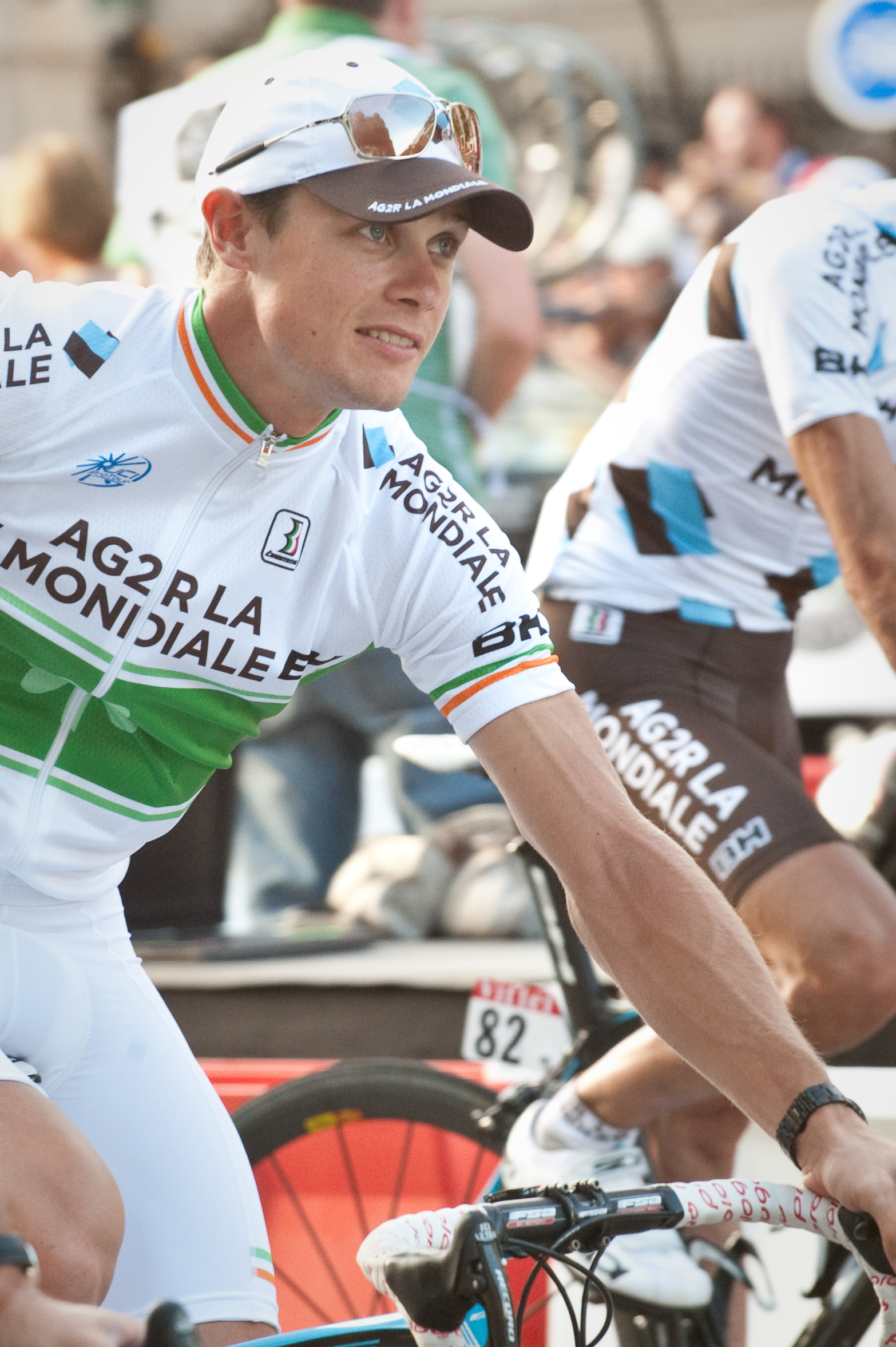
Nicolas Roche.
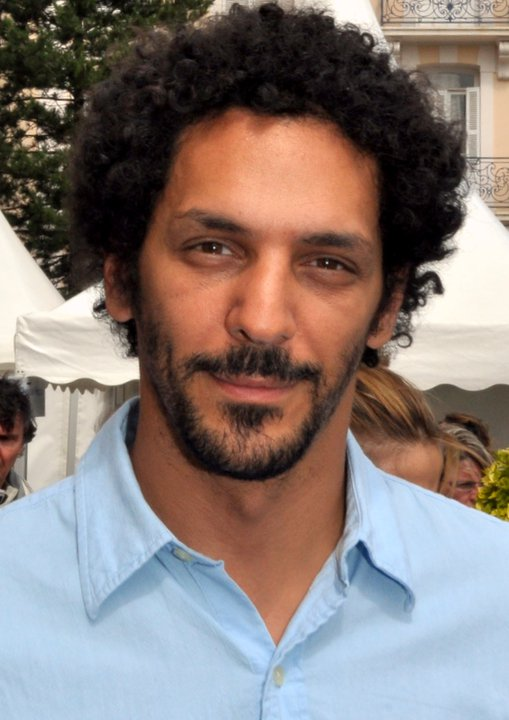
Tomer Sisley.
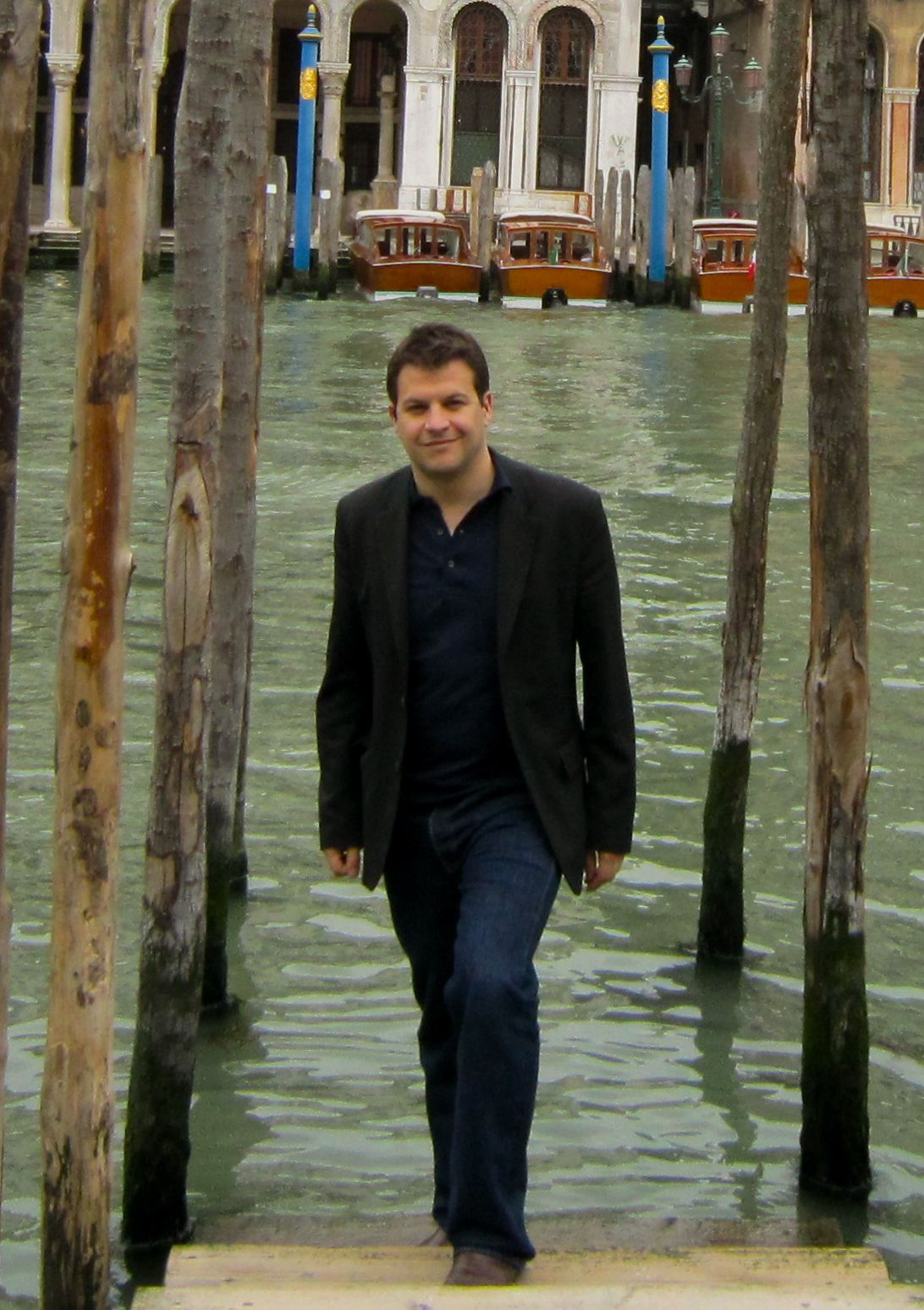
Guillaume Musso.

### Ayant étudié au CIV
Quelques personnalités ont été élèves du CIV :
- Vincent Cassel
- Mathieu Kassovitz
- Nicolas Roche
- Tomer Sisley
- Vincent Koziello
- Claude François Jr.
- Ludovic Baude
- Victoire Loup

Par ailleurs, quelques lycéens ont eu des résultats sportifs remarquables :
- Corentin Jaouen, champion de France lycée 2014 en escrime ;
- Raphael Van Hoffelen, champion de France collège 2011 et 2012, vice champion de France lycée 2013, champion de France lycée 2014 en escrime.

### Ayant enseigné au CIV
- Guillaume Musso[31]
- Abdennour Bidar[32]
- Patrick Lanneau

### Sources et bibliographie
- Alain Brulant, Jean-Jacques Barbaroux et Liliane Enée, Présentation du Centre International de Valbonne, Valbonne, Fondation pour le développement de l'enseignement international, mars 2009, 6 p. (lire en ligne) [PDF]